# Línea N503 (Interurbanos Madrid)
La línea N503 de la red de autobuses interurbanos de Madrid une el intercambiador de Príncipe Pío (Madrid) con Móstoles (Villafontana)

## Características
Esta línea nocturna une en media hora la capital con Móstoles.
La línea mantiene los mismos horarios todo el año (exceptuando las vísperas de festivo y festivos de Navidad).
Está operada por la empresa Arriva Madrid mediante la concesión administrativa VCM-501 - Madrid – Batres (Viajeros Comunidad de Madrid) del Consorcio Regional de Transportes de Madrid.

## Horarios
| Noches de domingo a jueves y festivos | Noches de domingo a jueves y festivos | Noches de viernes, sábados y vísperas de festivo | Noches de viernes, sábados y vísperas de festivo |
| Madrid > Móstoles                     | Móstoles > Madrid                     | Madrid > Móstoles                                | Móstoles > Madrid                                |
| 02:00                                 | 01:00                                 | 01:30                                            | 01:00                                            |
| 04:00                                 | 03:00                                 | 02:00                                            | 03:00                                            |
| 05:30                                 | 04:45                                 | 02:40                                            | 04:45                                            |
|                                       |                                       | 03:20                                            |                                                  |
| 04:00                                 |                                       |                                                  |                                                  |
| 04:45                                 |                                       |                                                  |                                                  |
| 05:30                                 |                                       |                                                  |                                                  |

## Recorrido y paradas
NOTA: Debido a las obras de soterramiento de la autovía A-5, las paradas sombreadas en rojo quedan fuera de servicio, desde el 15 de enero de 2025 hasta fin de obras.

### Sentido Móstoles
| Código | Parada                                     | Común con                         | Conexiones con Metro y Cercanías | Municipio | Zona |
| ------ | ------------------------------------------ | --------------------------------- | -------------------------------- | --------- | ---- |
| 8372   | Glorieta San Vicente                       | N501 N502                         | Príncipe Pío                     | Madrid    |      |
| 881    | Paseo de Extremadura-El Greco              | N19 N501 N502 N504 N505           |                                  | Madrid    |      |
| 892    | Campamento                                 | N19 N501 N502 N504 N505 N808 N905 | Campamento                       | Madrid    |      |
| 50049  | P.º Extremadura - Cuatro Vientos           | N501 N502 N504 N505 N808          | Cuatro Vientos                   | Madrid    |      |
| 8376   | Ctra. A-5 - Museo del Aire y del Espacio   | N501 N502 N504 N505               |                                  | Madrid    |      |
| 11264  | Margarita - Orquídea                       |                                   |                                  | Móstoles  |      |
| 11885  | Margarita - Crisantemo                     |                                   |                                  | Móstoles  |      |
| 11266  | Av. Alcalde de Móstoles - Pintor Velázquez |                                   |                                  | Móstoles  |      |
| 09702  | Av. Alcalde de Móstoles - Bécquer          |                                   |                                  | Móstoles  |      |
| 11268  | Av. Onu - Parque Levante                   |                                   |                                  | Móstoles  |      |
| 08566  | Av. Onu - Barcelona                        |                                   |                                  | Móstoles  |      |
| 11887  | Av. Carlos V - Camino de Leganés           |                                   |                                  | Móstoles  |      |
| 08564  | Av. Carlos V - Empecinado                  |                                   |                                  | Móstoles  |      |
| 08613  | Av. Carlos V - Liceo Villafontana          |                                   |                                  | Móstoles  |      |
| 08592  | Av. Carlos V - Veracruz                    |                                   |                                  | Móstoles  |      |
| 11491  | Av. Carlos V - Camino de Humanes           |                                   |                                  | Móstoles  |      |
| 15624  | Alfonso XII - Nápoles                      |                                   |                                  | Móstoles  |      |
| 11328  | Moraleja de Enmedio - Desarrollo           |                                   |                                  | Móstoles  |      |

### Sentido Madrid
| Código | Parada                                     | Común con                    | Conexiones con Metro y Cercanías | Municipio | Zona |
| ------ | ------------------------------------------ | ---------------------------- | -------------------------------- | --------- | ---- |
| 11328  | Moraleja de Enmedio - Desarrollo           |                              |                                  | Móstoles  |      |
| 10873  | Moraleja de Enmedio - Grecia               |                              |                                  | Móstoles  |      |
| 11269  | Av. Carlos V - Camino de Humanes           |                              |                                  | Móstoles  |      |
| 08593  | Av. Carlos V - Colegio                     |                              |                                  | Móstoles  |      |
| 08616  | Av. Carlos V - Liceo Villafontana          |                              |                                  | Móstoles  |      |
| 08563  | Av. Carlos V - Empecinado                  |                              |                                  | Móstoles  |      |
| 11886  | Av. Carlos V - Instituto                   |                              |                                  | Móstoles  |      |
| 08565  | Av. Onu - Estoril                          |                              |                                  | Móstoles  |      |
| 08554  | Av. Onu - Parque Levante                   |                              |                                  | Móstoles  |      |
| 09701  | Av. Alcalde de Móstoles - Bécquer          |                              |                                  | Móstoles  |      |
| 11267  | Av. Alcalde de Móstoles - Pintor Velázquez |                              |                                  | Móstoles  |      |
| 11884  | Margarita - Av. Alcalde de Móstoles        |                              |                                  | Móstoles  |      |
| 11265  | Margarita - Gta. Los Jazmines              |                              |                                  | Móstoles  |      |
| 8377   | Ctra. A-5 - Museo del Aire y del Espacio   | N501 N502 N504 N505          |                                  | Madrid    |      |
| 8464   | P.º Extremadura - Cuatro Vientos           | N501 N502 N504 N505 N808     | Cuatro Vientos                   | Madrid    |      |
| 893    | Campamento                                 | N19 N501 N502 N504 N505 N808 | Campamento                       | Madrid    |      |
| 885    | Surbatán                                   | N19 N501 N502 N504 N505      |                                  | Madrid    |      |
| 8372   | Glorieta San Vicente                       | N501 N502                    | Príncipe Pío                     | Madrid    |      |